# Blastopsocus lithinus
Blastopsocus lithinus är en insektsart som först beskrevs av Chapman 1930.  Blastopsocus lithinus ingår i släktet Blastopsocus och familjen storstövsländor. Inga underarter finns listade i Catalogue of Life.